# Pterostylis arfakensis
Pterostylis arfakensis là một loài thực vật có hoa trong họ Lan. Loài này được (J.J.Sm.) D.L.Jones & M.A.Clem. mô tả khoa học đầu tiên năm 2002.